# Schloss Kaiserebersdorf

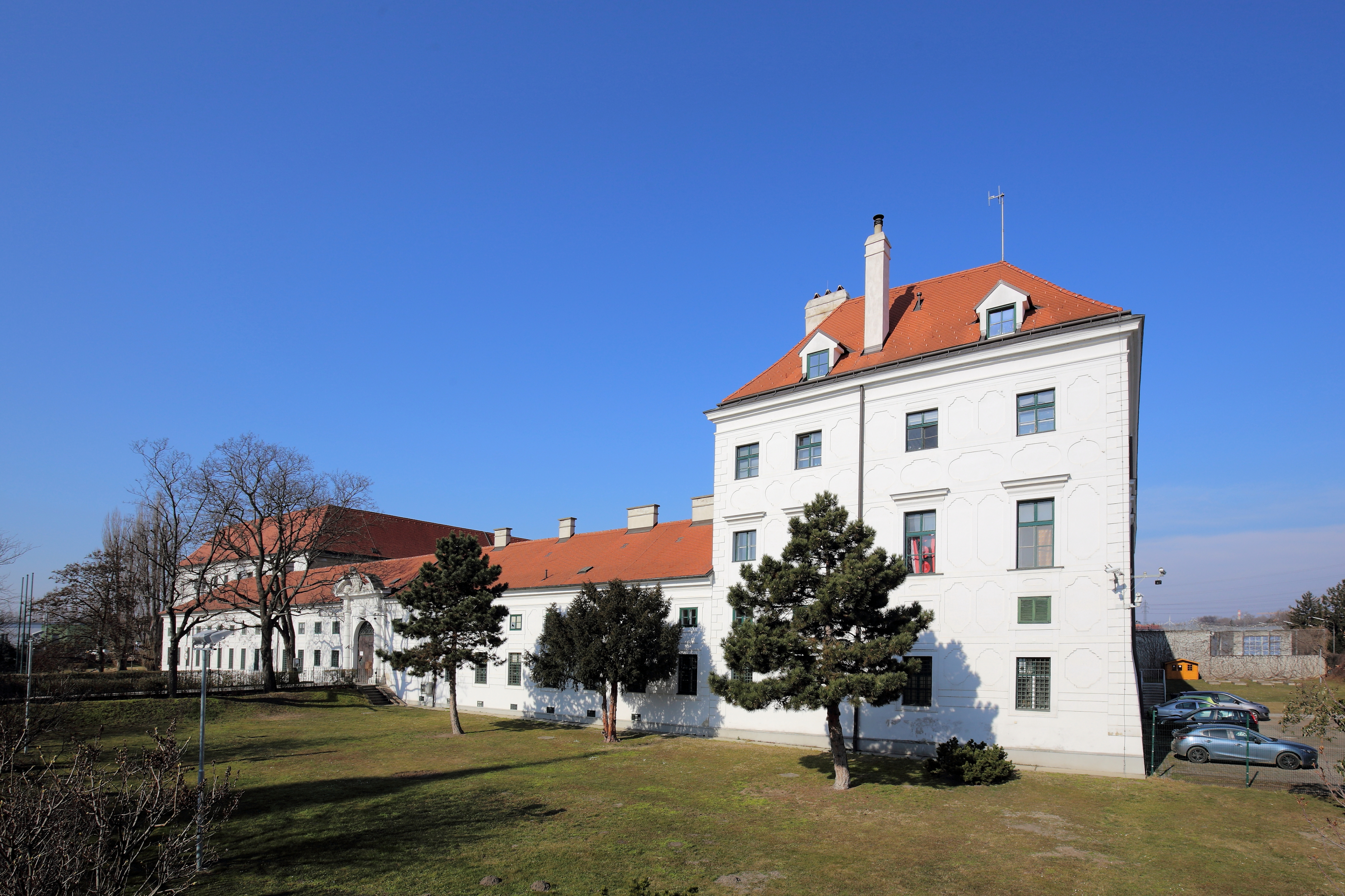
Schloss Kaiserebersdorf, Ansicht von südsüdost

Kaiser Ebersdorf vor 1680, Handzeichnung von Wolfgang Wilhelm Prämer (* 1637 Wien, † 24. Dezember 1716 Margaretenhof „im Stock“)

Portal 1618 von Kaisersteinbrucher Meistern errichtet

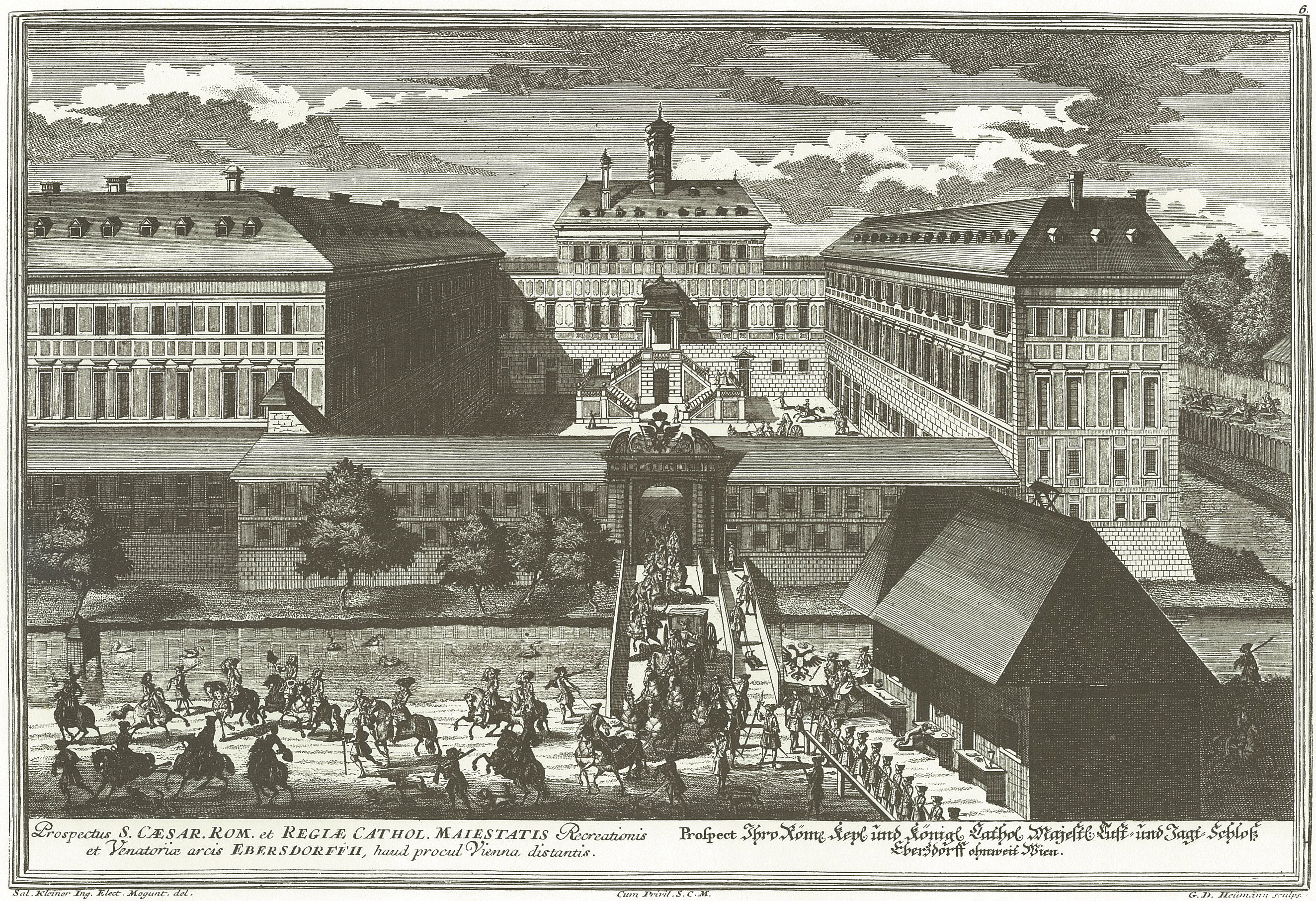
Schloss Kaiserebersdorf, Stich nach Salomon Kleiner (1750)

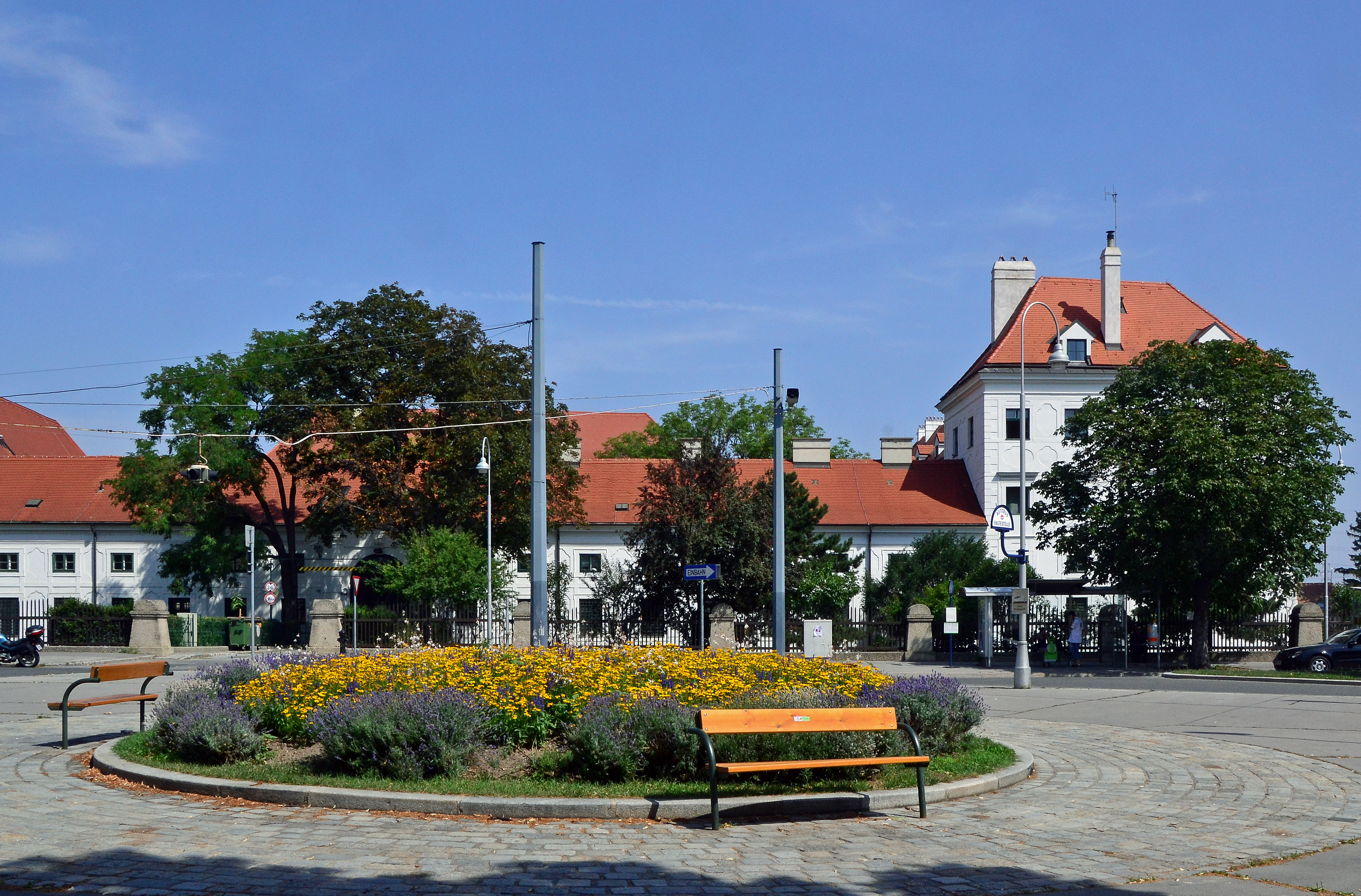
Blick auf das Schloss über den Münnichplatz

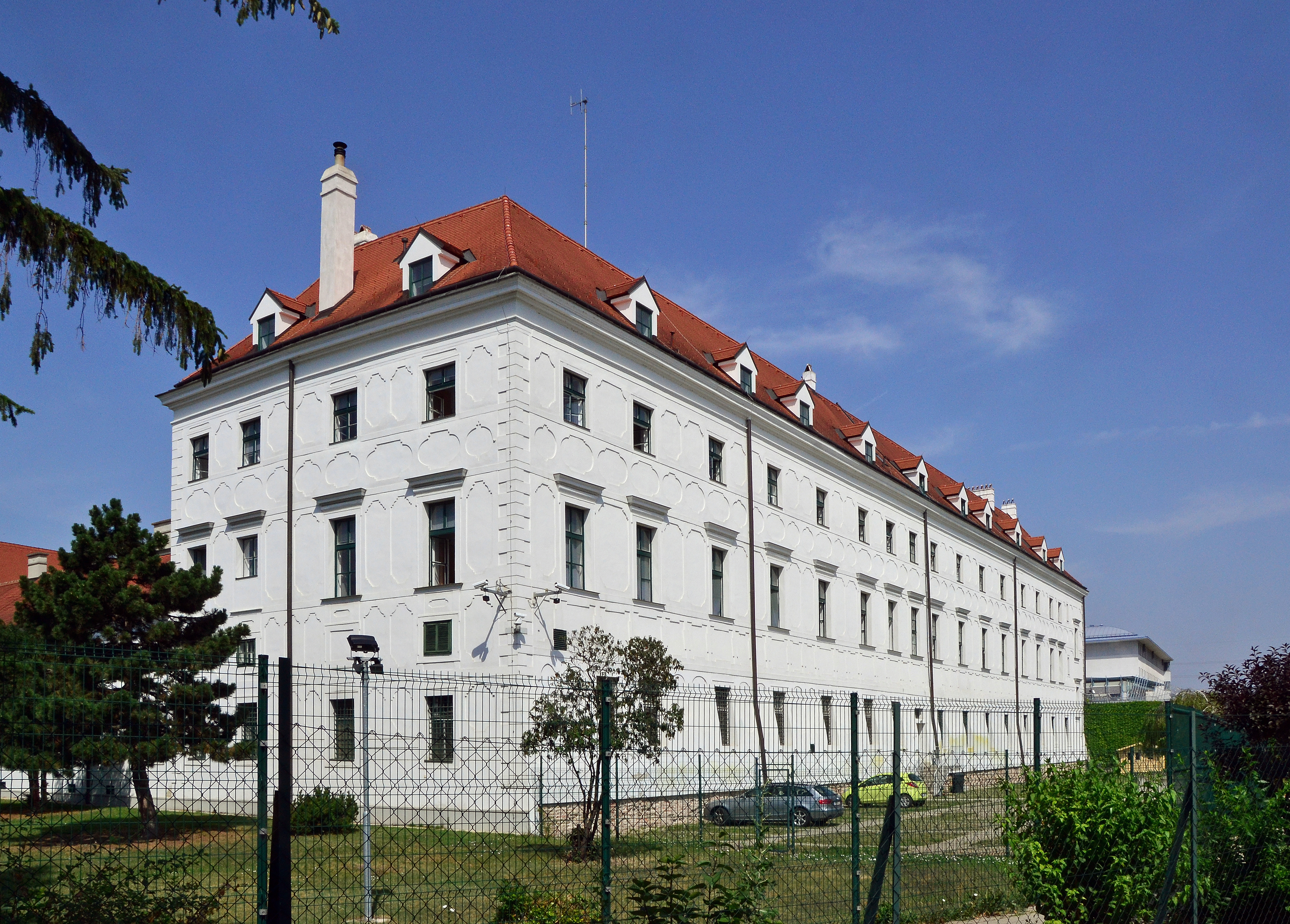
Ein Trakt des Schlosses Kaiserebersdorf

Das Schloss Kaiserebersdorf ist ein Schloss im Bezirksteil Kaiserebersdorf im 11. Wiener Gemeindebezirk Simmering an der Kaiser-Ebersdorfer Straße 297.

## Geschichte
1162 schenkte Kaiser Barbarossa einem Konrad de Prato ein Gut, das sich zwischen Schwechat und der Donau befand. Auf diesem Areal wurde eine wehrhafte Burg errichtet. Sie bestand aus einem inneren Wassergraben und Zwinger, einer mit Türmen versehenen Umfassungsmauer sowie Palisaden und einem äußeren Wassergraben, der früher von der Schwechat gespeist wurde. Später kam sie in den Besitz der Herrn von Himberg, die sich ab 1243 Himberg-Ebersdorf nannten. 1269 wurde die Burg erstmals urkundlich erwähnt. Hier waren dann die Herren von Ebersdorf, nachmalig Grafen von Thierstein und oberste Kämmer in Österreich, ansässig.
1485 wurde die damalige Burg, von den Truppen des Matthias Corvinus belagert und auch eingenommen. 1499 kam die Burg infolge eines Gütertausches zwischen Veit II. von Ebersdorf und Maximilian I., an die Habsburger, die die von einem Hofjägermeister verwaltete Burg und das spätere Schloss auch des Öfteren als Residenz nutzten und zu Jagdzwecken aufsuchten. Unter Kaiser Karl V. wurde 1529 die noch festungsartige Burg, infolge der Zerstörungen und Verwüstungen der Ersten Wiener Türkenbelagerung, wieder bewohnbar gemacht und durch namhafte Architekten und Baumeister der Renaissancezeit wie den italienischen Architekten Pietro Ferrabosco, die Baumeister Hans Tscherte, Hermes Schallautzer sowie den Steinmetz Benedikt Kölbl in ein prunkvolles Jagd- und Lustschloss im Stile der Renaissance umgebaut. Dabei wurde auch ein Vorwerk und ein Wassergraben neu angelegt.
1550 erfolgte unter Ferdinand I. ein weiterer Ausbau. 1552 wurde unter Maximilian II. die erste Menagerie Europas im Schloss eingerichtet. Sie beherbergte neben Löwen, Tigern, Giraffen und Bären auch Soliman, den ersten Elefanten Wiens, den Kaiser Maximilian II. als Hochzeitsgeschenk aus Spanien mitgebracht hatte. Schon bevor die Menagerie angelegt wurde, befand sich ein Wolfsgehege auf dem Gelände, in dem Wölfe für die Jagd gehalten wurden. Zwischen 1558 und 1561 wurde das Schloss unter Maximilian nochmals stark erweitert und ausgebaut. Quellen und spätere wissenschaftliche Ausgrabungen im Jahr 1990 belegen, dass es in dieser Zeit starke bauliche Veränderungen innerhalb des Uhrtraktes gegeben hat und der Zöglingstrakt errichtet worden ist, der südwestlich an den Uhrtrakt anschließt und mit diesem durch einen schmalen Trakt verbunden war. 1607 übersiedelte die Menagerie in das nahe Schloss Neugebäude und später ins Schloss Schönbrunn. 1618 wurde von Steinmetzmeistern aus Kaisersteinbruch ein neues Portal gefertigt. 1619 diente das Schloss, dem böhmischen Rebellenführer Heinrich Matthias von Thurn als Hauptquartier gegen Ferdinand II. (HRR).
Während der Zweiten Türkenbelagerung brannte das Schloss komplett ab. Unter Leopold I. wurde es von 1687 bis 1689 für 136.000 Gulden im barocken Baustil wieder errichtet, wobei der Kanzlei- und Südtrakt sowie wohl die Schlosskapelle neu errichtet wurden und die Gebäude die heutige Fassadengliederung erhielten. Die Initialen von Leopold I. lassen sich deshalb noch heute auf dem Doppeladler über dem Hauptportal finden. Leopold I., verbrachte jeden Herbst auf Schloss Kaiserebersdorf. 1745 überließ Maria Theresia dem Domherrn und Weihbischof Anton Marxer das Schloss als Unterkunft für Arme und Waisen.
1773 ließ Josef II. das Schloss in eine Kaserne für die Artillerie umfunktionieren. In den Feldzügen von 1792 (Koalitionskriege) sowie 1809, diente das Schloss als Feld- und Militärspital. Ab 1868 wurde hier Infanterie der k.u.k. Armee stationiert, unter anderem das k.u.k. Regiment Hoch- und Deutschmeister. Von 1883 bis 1918 war hier das k.u.k. Monturdepot untergebracht.
Ab den späten 1920er Jahren wurde die einstige Kaiserresidenz schließlich nur noch als Jugendstrafanstalt genutzt. Seit 1975 ist in Schloss Kaiserebersdorf mit der Justizanstalt Simmering eine Strafvollzugsanstalt für männliche Erwachsene eingerichtet.